# Milena Minichová
Milena Minichová (* 12. února 1982, Košice) je slovenská herečka a zpěvačka. Je známa především z českého seriálu Vyprávěj a slovenského Panelák, zpívá v kapele Milu and band.
Vystudovala Konzervatoř v Košicích (hudebně-dramatický odbor) 1996–2002, a v letech 2003–2007 studovala na Vysoké škole múzických umění v Bratislavě, kde získala titul Mgr. art.

## Filmografie
- 2019 Za Sklom (seriál , TV JOJ)
- 2017 Trpaslík (TV seriál, ČT)
- 2011 Druhý Dych (seriál TV Markíza) ... Andrea Jančovičová
- 2010 Panelák (seriál TV JOJ) ... Oxana
- 2010 Doktor Ľudsky (seriál TV JOJ)
- 2009–2010 Aféry (seriál TV JOJ)
- 2009–2011 Vyprávěj (seriál ČT 1) ... Katarina Martináková
- 2009 Rádio (seriál TV Markíza)
- 2008 Malé oslavy (film, CZ/SK/IT) ... majitelka krámu
- 2008 Prekvapenie (krátký film, SK) ... Jana
- 2008 Mafstory (seriál TV JOJ)
- 2008 Mesto tieňov (seriál TV Markíza)
- 2007 Ordinácia v ružovej záhrade (seriál TV Markíza)
- 2007 Dark Spirits (film GB/CZ)
- 2005 Doblba! (film, CZ)